# Diaphorus lateniger
Diaphorus lateniger är en tvåvingeart som beskrevs av Octave Parent 1939. Diaphorus lateniger ingår i släktet Diaphorus och familjen styltflugor. Inga underarter finns listade i Catalogue of Life.